# ドン・ファレ
ドン・ファレ（Don Fale、1982年1月8日 - ）は、トンガ王国ラパハ出身の男性プロレスラー。新日本プロレス所属。
旧リングネームはバッドラック・ファレ（Bad Luck Fale）、キング・ファレ（King Fale）。本名はシミ・タイトコ・ファレ（Simi Taitoko Fale）。ニュージーランドにファレ道場を創設した道場長でもある。
元ラグビー選手で、ラグビー選手時代のポジションはロック、フランカー。

## 来歴
11人兄弟の8番目という大家族の中で育ち、3歳からラグビーを始めた。6歳の時、一家全員でニュージーランド・オークランドに移住。ラグビーニュージーランド代表（オールブラックス）のジョン・カーワンに憧れ、デラサル高校へ入学。卒業後は徳山大学ラグビー部監督の紹介により、2002年4月、同大学へと進学し、ラグビー部に入部する。
大学卒業後、2006年4月に株式会社サニックスに入社し福岡サニックスブルースの一員となるも膝と足首を痛め2年で退団。その後、英会話教師として働いていたが、ラグビー時代からの友人で、トンガ出身の元幕下の南乃島勇の誘いで2009年5月、新日本プロレスの入門テストを受けて合格を果たす。
6月より練習生としてトレーニングを積み、一般公募していたリングネームの中からキング・ファレ（King Fale）と名づけられ、2010年4月4日、中西学戦でデビューを飾る。9月に永田裕志率いる青義軍に加入。対抗勢力にあたるヒールユニットCHAOSと抗争を繰り広げる。2011年には永田とのタッグでG1 TAG LEAGUEに初出場を果たした。
2012年2月10日、若手主体興行NEVERにて永田とのシングルマッチで敗れた後、武者修行のためアメリカに遠征。NWAヒューストンのリングでアメリカデビュー戦を行った。

### BULLET CLUB

#### 2013年

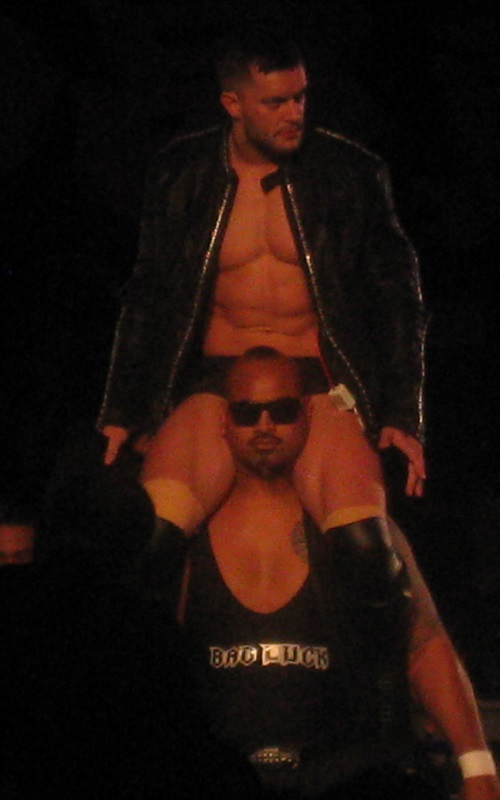
プリンス・デヴィットを肩車しながら入場するファレ。

2013年4月7日、INVASION ATTACKの第1試合終了後、ファレはプリンス・デヴィットに加担する形で田口隆祐を襲撃した。デヴィットは田口とのタッグチームであるApollo 55の解散を宣言、ファレを自身の「バウンサー（英語で「用心棒」の意）」"ジ・アンダーボス" バッドラック・ファレ（"The Underboss" Bad Luck Fale）と紹介しマイクパフォーマンスを行った。
5月3日、レスリングどんたく 2013にてファレはデヴィットをパートナーにして田口&キャプテン・ニュージャパン組を相手に凱旋帰国試合を行い、快勝を収めた。その後、ファレはカール・アンダーソン、タマ・トンガと共にデヴィットの下に集い、新ヒールユニット、BULLET CLUB（以下BC）を結成した。以降、入場時にBCリーダーのデヴィットを肩車で担ぎ上げながら入場、試合には随所で乱入し対戦相手に暴行を行うなどデヴィットの宣言通り用心棒的な役割として活動する。
11月6日、G・B・Hの本間朋晃とシングルマッチで対戦し、K.O.勝ちを収める。試合後、ファレは本間に追撃しようとしたところを真壁刀義によって阻止され、これをキッカケに真壁との抗争に発展する。同月に開催されたWORLD TAG LEAGUEでは、デヴィットとのタッグでエントリーするも予選落ちに終わった。しかし、最終戦の12月8日愛知大会にてG・B・H（真壁&本間組）VS.BC（カール・アンダーソン&ドク・ギャローズ組）の試合に登場し真壁を場外に引きずり込み襲撃した。ファレはBCの勝利をアシストすると、試合後に真壁が入場時に持参しているチェーンで真壁の首を締め上げ失神に追い込んだ。

#### 2014年
2014年1月4日、レッスルキングダム8にて、ファレは真壁に指名される形でキング・オブ・デストロイヤーマッチルールでのシングルマッチで対戦した。ファレも序盤から真壁を圧倒し、得意技であるグラネードやバッドラックフォールを繰り出すもK.O.勝ちには至らず、最後は真壁のキングコングニードロップを二連発で喰らい自らK.O.負けを喫した。
3月、NEW JAPAN CUP（以下NJC）に初出場。15日、一回戦にて真壁と対戦しバッドラックフォールで真壁からピンフォール勝ちを収め、レッスルキングダム8のリベンジに成功する。その後、22日の二回戦で内藤哲也、23日の準決勝戦でシェルトン・X・ベンジャミンを破り決勝に進出し、同日行われた決勝戦で中邑真輔と対戦するも敗戦し準優勝に終わった。5月25日、BACK TO THE YOKOHAMA ARENAにて、内藤とシングルマッチで対戦し勝利する。そして同日行われたセミファイナルの試合終了後、ファレはIWGPインターコンチネンタル王座の防衛に成功した中邑の前に姿を現し、IC王座に挑戦の意思を示した。
6月22日、DOMINION6.21のメインイベントに登場する。ファレ自身、初となるタイトルマッチに臨み中邑の保持するIC王座に初挑戦し、バッドラックフォールで中邑からピンフォール勝ちを収め第9代王者に戴冠した。7月、G1 CLIMAXにIC王者として初出場を果たすも8月8日の公式リーグ最終戦にて中邑に敗戦し、予選落ちに終わった。9月21日、DESTRUCTION in KOBEにて、IC王座の初防衛戦として中邑と対戦したが敗戦し、王座から陥落した。

#### 2015年
2015年1月5日、NEW YEAR DASH!!にてタマ・トンガとのタッグでCHAOSのオカダ・カズチカ&矢野通組と対戦し、オカダからピンフォール勝ちを収める。続く2月1日のRoad to THE NEW BEGINNINGで行われた試合でもオカダから勝利し、タッグマッチながら2連勝を収めた。3月5日、NJC一回戦にてオカダと初のシングルマッチで対戦。最後はバッドラックフォールでファレがオカダからピンフォール勝ちを収め、二回戦に進出した。8日、二回戦で内藤と対戦するも、内藤にウラカン・ラナ・インベルティダで丸め込まれ敗戦した。その後、オカダと抗争を繰り広げ、15日広島大会の8人タッグマッチで初めてオカダからピンフォール負けを喫した。4月5日、INVASION ATTACK 2015にて、オカダとシングルマッチで激突し完全決着戦を行うも、最後はツームストーン・パイルドライバーからレインメーカーを決められピンフォール負けを喫し、抗争が終結した。
7月、G1 CLIMAXに出場し予選落ちに終わるも、同大会優勝者の棚橋弘至に公式リーグ戦で勝利を収めた。9月27日、DESTRUCTION in KOBEにて、東京ドーム・IWGPヘビー級王座挑戦権利証争奪戦と銘打たれたシングルマッチで権利証を保持する棚橋から指名を受ける形で対戦するも、敗戦した。

#### 2016年
2016年1月4日、レッスルキングダム10の舞台でファレは高橋裕二郎、タマ・トンガとタッグを組み、新設されたNEVER無差別級6人タッグ王座を巡り、CHAOSの矢野通&ブリスコ・ブラザーズ（ジェイ・ブリスコ&マーク・ブリスコ）組と対戦。試合はタマ・トンガがブリスコ・ブラザーズの連携技、ドゥームズデイ・デバイスを決められ敗戦した。翌5日、NEW YEAR DASH!!のメインイベントに登場し、パートナーをヤング・バックス（マット・ジャクソン&ニック・ジャクソン）に変えて、初代王者組になった矢野&ジェイ&マーク組と王座戦に臨んだがマットがピンフォール負けを喫し、返り討ちにあった。その後のシリーズでファレは高橋、タマ・トンガと共に矢野と抗争を繰り広げ、2月11日のTHE NEW BEGINNING in OSAKAにて、再び矢野&ジェイ&マーク組と対戦。タマ・トンガが矢野のお株を奪う急所攻撃からヴェレノを炸裂させてピンフォール勝ちを収め、第2代NEVER無差別級6人タッグ王者に輝いたが14日のTHE NEW BEGINNING in NIIGATAで行われた初防衛戦で高橋がピンフォール負けを喫してしまい、僅か3日で王座を手放した。G1 CLIMAXではIWGPヘビー級王座王者のオカダを破るなど健闘を見せたが、最終的には5勝4敗で終わった。

#### 2017年
5月3日、福岡国際センターで開催された「レスリングどんたく 2017」のメインイベントでオカダが持つIWGPヘビー級王座に挑戦するが敗れる。
7月 G1CLIMAX27に出場。優勝者の内藤や飯伏から勝利し、4年連続で勝ち越しを決めるも、勝ち点12で敗退。最終戦では、今大会でG1から身を引くことを宣言していた元恩師の永田裕志との一戦で、勝利後にバレットポーズ→敬礼からの一礼で永田への恩義に報いた。

#### 2018年 反則負けのG1とジェイを新メンバーに迎え入れた
8月12日、日本武道館で開催された『G1 CLIMAX 28』はAブロック予選を3勝6反則負けで敗退したが、勝敗度外視の無法ファイトを見せつけて出場者の中で唯一フォールを奪われずにG1を終えた格好となった。
10月8日、両国国技館で試合終了後、オカダに邪道と外道を襲わせようと撹乱させて奇襲を仕掛け、CHAOSでYOSHI-HASHIとの反乱を起こし、脱退したジェイ・ホワイト、邪道、外道（当時BC所属）を迎え入れた。
10月16日、ジェイをBCに迎え入れて初の試合にして初の8人タッグマッチでオカダ達を破り、ジェイを迎え入れて初の勝利を挙げた。
10月17日はチームメイトの外道がメリケンサック攻撃を相手に喰らわせ、反則負けになるも、その後は幾度となくジェイと共に反則ファイトで勝利を稼いて行った。
12月9日には、ジェイを迎え入れての勝利を稼ぎ続けてきた挙げく、結成当初のBULLET CLUBと同じ完全K.O.勝ちを取る程のおぞましき反則攻撃が横暴し、更には本隊やCHAOSの選手を、K.O.負けに追い込んでしまう。そして、矢野通にグラネードを喰らわせ勝利を収め、ジェイと石森で矢野とKUSHIDAとオカダを大怪我に追わせるほどの無法攻撃を喰らわせ、かつて最悪のK.O.負けとなってしまったバッドラック・フォールを矢野に喰らわせようとしたが、解説席に居た真壁が怒り狂い、解説席を飛び出してきてバッドラック・フォールを阻止されたが、ファレ達は怒り狂った真壁から逃げて行った。

#### 2019年 UNDER BOSSからROGUEGENERALへ
1月28日、後楽園ホール大会『第4試合 オカダ・カズチカ＆YOSHI-HASHI VS バッドラック・ファレ＆高橋裕二郎』から、2013年結成から5年8ヶ月に渡って使われたジ・アンダー・ボスから悪の将軍ザ・ローグ・ジェネラルに改名し、そして後日、戦闘コスチュームは、結成から使われた黒色の戦闘コスチュームと黒色のサングラスから、少しずつミラー型のサングラスにマイナーチェンジし、チノ帽が追加され、その後の『THE NEW BEGINNING in OSAKA 2019年2月11日 大阪・大阪府立体育会館（エディオンアリーナ大阪） 第7試合 スペシャルシングルマッチ オカダ・カズチカ VS バッドラック・ファレ』より、結成から5年ほど使われた黒色の戦闘ズボンから、陸士自衛隊の制服ズボンに変わり、現在に至っている。中には、外国製の煙草を会場内は火災発生防止による火気厳禁のため、火をつけずに口に加えて入場する時もある。テーマ曲はこの試合から5ヶ月間BCのテーマ曲が使われ、入場テーマのPV映像がザ・ローグ・ジェネラル仕様に変わったが、2ヶ月3週間後の『Road to レスリングどんたく 2019 2019年4月14日 群馬・ニューサンピア高崎 第4試合 ジュース・ロビンソン＆マイキー・ニコルス＆トーア・ヘナーレ VS バッドラック・ファレ＆チェーズ・オーエンズ＆石森太二』から、ファレがフォール勝ちと取ると同時に、テーマ曲がBCのテーマ曲から、「THE UNDER BOSS」に、冒頭の効果音をカットする形で元に戻った。この試合以降ファレが勝利した際にこの曲が流れるようになる。そして5ヶ月後の『NJPW SOUTHERN SHOWDOWN 2019年6月29日 オーストラリア・メルボルン・フェスティバルホール 第8試合 スペシャルタッグマッチ オカダ・カズチカ＆棚橋弘至 VS ジェイ・ホワイト＆バッドラック・ファレ』から、ファレが入場する際のテーマ曲が、冒頭の効果音をカットした「THE UNDER BOSS」に戻った。なお、PV映像はザ・ローグ・ジェネラル仕様の映像のまま、音源がBCのテーマ曲からファレのテーマ曲に差し替えられた。
7月18日のG1 CLIMAXでは、入場時赤コーナに控えていたオカダを襲撃し、無理矢理場内に引きずり込み、試合の終盤辺りでバッドラック・フォールをオカダに喰らわそうとするも、あえなくオカダに逃げられ、オカダに持ち上げられてリングに叩きつけられ、そのままフォール負けを喫した。
7月20日、DANGEROUS TEKKERSのザック・セイバーJr.と対決するも、場外の観客席通路でザックの関節技をかけられ、一時怯んでしまったが、20カウントに達する前にザックがリングに素速いダッシュでリングに戻り、ファレもザックの後を追って走ってリングに戻るが、関節技のダメージの影響で20カウントになったため、ザックのリングアウト勝ちになり、ファレはリングアウト負けを喫した。
7月27日、UNITED EMPIRE（当時CHAOS所属）のウィル・オスプレイと対決するが、試合の終盤でファレのパートナーチェーズ・オーエンズが、マーティー浅見のカウントを妨害し、場外に引きずりおろして鉄柵に当てたが、オーエンズがマーティー浅見を場外に引きずりおろた映像を控室にいたレッドシューズ海野に見破られ、オーエンズがマーティー浅見を引きずりおろしたことにより、オーエンズのパートナーファレが、急ピッチでリングに急行したレッドシューズ海野から反則負けを下されてしまう。

#### 2020年
2020年の2月頃に、ニュージーランドに海外選手を育成するファレ道場を設立した。いつものファレ自身のヒールフェイスとは真逆に、ファレ道場では、プロレスの基本や応用に必殺技など、若手の育成等に取り組んでいる。
3月頃に発生したコロナウイルスでしばし日本にはくることもできなかったが、12月頃に、日本でのプロレスを再開した。
12月にかつて矢野通が保持していた、KOPWのトロフィーを破壊し、矢野との持ち上げ抗争に発展し、ボディスラムOrコーナーパット取り外しマッチで矢野のトロフィーに挑んだが、矢野の頭脳戦略で持ち上げられてスラムを掛けられ、スラム負けを喫した。

#### 2022年 BULLET CLUBの復活
3月10日、NEW JAPAN CUPでファレは棚橋と対決するも、2018年のNEW JAPAN CUPで場外カウント負けで負けてしまったトラウマがある上、棚橋による場外への誘い込みで一度揉め合いになり、更には怒り狂って棚橋を襲うも、棚橋のスライディングキックで棚橋の術中にハマってしまい、最終的には棚橋に敗北を喫した。
3月13日、NEW JAPAN CUPでファレのチームメイトEVILが、EVILの憎き相手タマ・トンガとの対決でEVILが勝利した後、ファレのパートナー、オーエンズが先にリング内に入った後に立て続けで乱入し、タマをオーエンズが無理矢理起こしたところで決別のグラネードを喰らわすが、後ろから来たタンガ・ロアに標的を切り替え、決別のグラネードを喰らわせた。そして動けなくなった邪道とロアを真ん中に寄せ、オーエンズに石森とファンタズモとSHOと裕二郎と東郷とEVILと共にストンピングを喰らわせ、最終的には外道が決別のメリケンサックを邪道に喰らわせ、ジェイと共に闘う側を選び、結成当初から行動を共にしたタマとロア、ジェイと共に加入した2018年から共に闘った邪道と決別した。その後バックステージでは、OGとHOTが一つになって『BULLET CLUBの復活だ！』っと言い放ち、BCの復活を祝った。そしてEVILのG.O.D追放宣言と、OGとHOTはジェイと共に闘う選択をしたというコメントを述べ、外道がパートナーのジェイに『マイミッション、コンプリート』と伝えた後、オーエンズと一緒にコメントを述べた。
5月1日、IWGPタッグ王座選手権3WAYマッチで、CHAOS毘沙門の後藤洋央紀とYOSHI-HASHIからフォール勝ちを奪い、ジェフ・コブとグレート-O-カーンが持つベルトをオーエンズと共に獲得し、タッグ王座に輝いた。その後、オカダを襲撃したジェイと外道と共にリングを占拠し、新メンバーのジュース・ロビンソンの紹介に新チャンピオンの紹介などをして9周年の祝杯を上げた。
6月12日、G1 CLIMAX 32にエントリー。
7月24日、3月13日からのタッグマッチ内で、4度に渡ってモンスター対決を繰り広げたジェフ・コブとG1 CLIMAX 32で初のシングルでのモンスター対決を繰り広げたが、ジェフにあえなく、ツアー・オブ・アイランドで仕留められ、シングルで初のモンスター対決で敗北を喫した。

### HOUSE OF TORTURE

#### 2025年
6月15日、大阪城ホール大会にてHOUSE OF TORTUREの新メンバーXとして加入しリングネームをドン・ファレに変更。
7月4日に後楽園ホール大会で行われるG1 CLIMAX 35出場者決定トーナメントにエントリーされていたが身内の不幸のためNEW JAPAN SOULシリーズを欠場。
7月～8月、G1 CLIMAX 35シリーズのEVILの新兵器としてサポート。

## 人物
- 右肩に「侍魂」の文字と、左肩に和彫りの龍とポリネシアンタトゥーを融合した刺青を施している。
- ファレと同じくトンガ系で同世代のタマ・トンガとは互いに「兄弟」と呼び合っている。
- バッドラック・ファレに改名して以降、一時期選手コール時にリングアナウンサーを襲撃する事が定番になっていた。尾崎仁彦リングアナはスーツの袖を引きちぎられ、阿部誠リングアナはノックアウトされるパターンが多い。理由は不明だが、東京スポーツの岡本記者によると尾崎アナが自身とタマ・トンガを間違えてコールしたのが原因ではないかとの事である[15]。

## 得意技
長らく新日本プロレス所属選手としては最重量であり、ファレもその恵まれた上背と体格を存分に活かした圧殺パワーファイトを得意としている。加えて、ラグビーでの経験を活かした体格に見合わない瞬発力も兼ね備えている。その一方で、小回りや細かい動きに難があり、自身が負けるときは丸め込まれたり、リングアウトを狙われたりと、隙を衝かれることが目立っている。

### フィニッシュ・ホールド

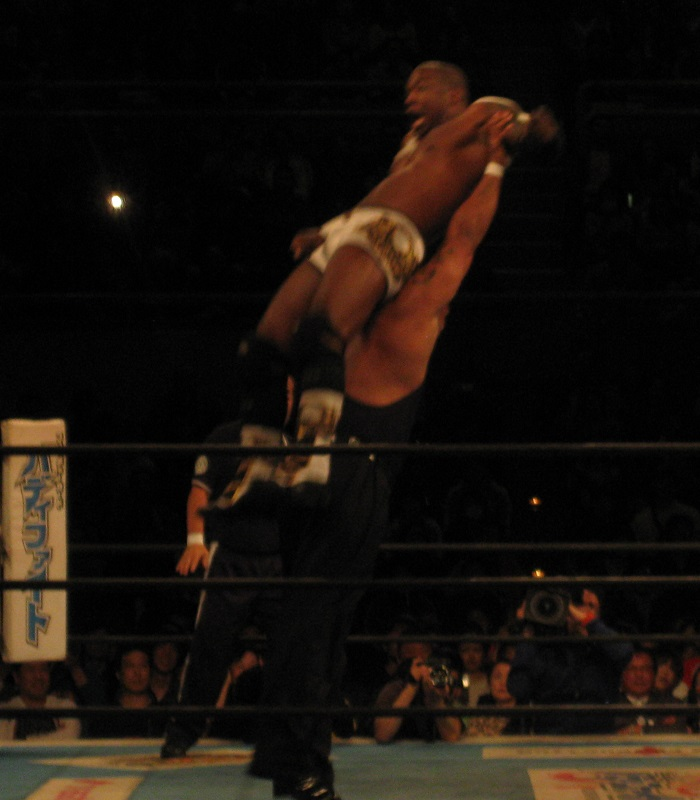
シェルトン・X・ベンジャミンにバッドラックフォールを仕掛けるファレ。

バッドラックフォール
現在のファレのフィニッシュ・ホールド。
投げ捨て式のスプラッシュ・マウンテンで、パワーボムの体勢で相手を頭上に抱え上げ、ハイジャック・バックブリーカー（極悪十字架固め・飛行機強奪式背骨折り）でまず相手のスタミナを奪う。そしてそのまま腰を落とさずに前方へ投げ捨てる。ショーン・ヘルナンデスが使用するボーダー・トスと同型。2013年11月6日の本間朋晃戦で初公開した。
公開当初はフォールには移行せずにKOないし、レフェリーストップ裁定を取らせて勝利を収めるのが主流であったが、2014年からはそのままピンフォールを奪いにいくようにしている。
通常の投げ捨て式パワーボムと違い、前方に放物線を描くように投げ捨てるため仕掛けられる側にとっては落下点が掴みづらく、非常に受け身が取りにくい。
新日本のトップレスラーである棚橋弘至（2009年、2011年、2012年、2013年、2014年、2015年、2019年1月4日東京ドームメインイベントに勝利）、オカダ・カズチカ（2016年、2017年、2018年、2020年、2022年1月4、5日、2023年1月4日東京ドームメインイベントに勝利）、内藤哲也（2020年1月5日、2024年1月4日東京ドームメインイベントに勝利）、ジェイ・ホワイト（CHAOS時代）、飯伏幸太（2021年1月4、5日東京ドームメインイベントに勝利）、SANADA、EVIL（L・I・J時代）らもこの技で敗北を喫している。
2017年からは後述のグラネードを主なフィニッシャーとして使用するようになり、バッドラックフォールはファレの最上位のフィニッシュ・ホールドとして温存する傾向が見られる。
中には、相手選手がもがいて逃げていくこともある為、時々失敗することもある。また失敗して負けた事例としては、『NEW JAPAN CUP 2018 2018年3月14日 静岡・ふじさんめっせ 第8試合 「NEW JAPAN CUP 2018」2回戦 棚橋弘至 VS バッドラック・ファレ』において、ファレが観客席に向かって棚橋を投げようとするも、勢い良く棚橋がもがいて逃げた上、鉄柵に追突して客席に転落し、場外カウント負けになってしまった。
グラネード
チョークスラムと一本貫手の複合技。
テーピングで固めた右手の親指を突きだしながら大きく後ろへ振りかぶり、その後、相手をチョークスラムの体勢で持ち上げてから、振り上げた右手の親指を相手の喉元へ突き刺しマットに叩きつける。ウマガが得意としていたサモアン・スパイクのリフトアップ式ともいえる。派生技として、トップコーナーから飛び込んできた相手の喉元を捕らえて即座に仕掛ける型や、走り込んできた相手に対して喉元にそのまま一本貫手を放っていくカウンター式も得意としている。グラネードと技名が付くまではチョークラリアットと呼称されていた。主にフィニッシュへの繋ぎとして使用していたが、先述の通り2017年からはバッドラックフォールを温存してこの技自体をフィニッシャーにするケースが増えている。なお、この技を掛けようとしても、相手が何らかの方法で、脱出したりする場合もあり、失敗してしまうこともある。だがこの技を『WORLD TAG LEAGUE 2017 2017年11月28日 長野・長野運動公園総合体育館 第6試合 「WORLD TAG LEAGUE 2017」Aブロック公式戦 バッドラック・ファレ＆チェーズ・オーエンズ VS 鈴木みのる＆飯塚高史』戦で、飯塚高史に仕掛けようとしたが、飯塚に手を噛みつかれてしまったこともあった。
ツームストン・パイルドライバー
2017年4月22日の後楽園ホール大会でオカダ・カズチカに対する掟破りの形で披露し、3カウントを奪った技。以降Road to レスリングどんたくシリーズでは主なフィニッシュ・ホールドとして使用していたが、レスリングどんたく終了後は使用されなくなった。
披露当初は一旦バットラックフォールの構えで相手を抱え、持ち上げる際にツームストンの形に体勢を入れ替える動作を行っていたがシリーズ終盤には普通に持ち上げるようになった。
フォーリングココナッツ
ファレが使用するダイビング・ボディ・プレスの名称。2014年6月21日の中邑真輔戦で初公開され、2日後の記者会見にて命名した。150kgの巨体ながらリング中央近くまで飛越する跳躍力を見せるが、トップコーナーに登るまでに時間が掛かってかわされることも多いため、大一番でしか披露されない。

### その他得意技
フライングボディソーセージ
倒れた相手にジャンプして、相手を飛んで落ちる勢いで押しつぶす。
突進ラリアット
反撃をしてくる相手を、素早く走って相手を押し倒すが、試合状況によってはラリアットを使わず、両腕で勢い良く押し倒すこともある。
スピアー
主に走り込んでくる相手に対して放っていくカウンター式を使用する。
バックフリップ
ファイヤーマンズキャリーの体勢で相手を担ぎ上げ、後方へ倒れ込みながらマットに叩きつける投げ技でデビュー当時から使用している。
串刺しボディアタック（ダンプカー、コーナースプラッシュ）
コーナーにもたれ掛かっている相手に向かって走り込みながら体を浴びせる。巨漢ながら猛スピードで突っ込んでいくのが特徴。この技は真壁曰く、喰らってしまう側からすると大きなダンプカーが追突してくることから、真壁はファレの串刺しを、ダンプカーとも名付けた。解説側からの観点から見ても、場合によってはコーナースプラッシュとも名付けられている。
T-SHOCK
キング・ファレ時代のフィニッシャーで、変型のバックブリーカー。
リバースフルネルソンの体勢からカナディアン・バックブリーカーの体勢で相手を肩口に担ぎ込み、マットに自らの膝をついて背中や腰へ衝撃を与えていく。
クリフハンガー
ファレが使用するダイビングラリアットの名称でエアリアルムーブの一つ。凱旋帰国後は見られなくなった。
ジャンピング・ヘッドドロップ
ロープに跳び仰向けになった相手の肩口に頭を叩きつける。ヒールターン後は見られなくなった。
ファレハンマー
相手をコーナーに追い込み、首横に腕で勢い良く殴りつける。

### フォール技
ボディスラム失敗による押し潰しフォール
相手選手がファレを持ち上げても、ファレ自身の重い体重が、持ち上げている相手選手にも大きな負担が掛かり、この重みで押し潰され、そのままフォールに行くことがある。
敬礼フォール
相手が怯んだ状態で片足だけを乗せた状態で敬礼してフォールを取るが、このフォールは完全に失敗するケースが多い。

### 合体技
タマ・トンガ
DAWN RAID
立っている相手に向かってタマ・トンガと共に走り込み、ファレがラリアット、タマ・トンガがスピアーを同時に繰り出す。
チェーズ・オーエンズ
グラネードランチャー
チェーズ・オーエンズが相手を抱え上げ、ファレがグラネードを見舞い、その勢いでチェーズが相手を後ろへ反り投げる。
ロケットランチャーエルボードロップ
コーナートップからチェーズ・オーエンズがダイビングエルボードロップを見舞う際、ファレが下から投げるように勢いをつけて威力を増加させる連携技。

### 反則技
腹パンチ
相手選手の腹あたりを下から腹に目掛けて、殴りつける。なお、怯まずに倒れない状態からカウンターで打ち返すこともある。
首絞め
ファレが対戦相手に怒りが頂点に達し暴走すると、場外近辺のマイクコードで相手の首を絞めてしまうが、WORLD TAG LEAGUE 2013では、チームメイトのカール・アンダーソンとドク・ギャローズと対決中の因縁の真壁に、真壁自身のチャームポイントのチェーンで、首を絞め上げ、失神へと追い込んだ。G1 CLIMAX29のタッグマッチでは、棚橋を海外放送席へ追い込み、海外放送席のマイクコードを棚橋の首に絞めて世界にアピールしたこともあった。
トンガンマッサージ
うつ伏せになった相手選手を足の踏み台にして背中に乗り、その重みで相手を押し潰して大きく怯ませる。

### 反則合体技
トンガンマッサージ2人〜5人バージョン
うつ伏せになった選手に複数人乗り、通常のシングルでの重みの10倍ほどの重みで相手を押し潰して大きく怯ませる。

## 入場テーマ曲
- THE UNDERBOSS

凱旋帰国後のテーマ曲。2019年は入場曲を一旦下記の曲に変更していたが、G1 CLIMAXからは曲冒頭の「ジ・アンダーボス」のボイスを削除したバージョンを使用。
- BULLET CLUBのテーマ

2019年1月から7月まで使用。ジ・アンダーボスを名乗らなくなったことに伴い、この曲に一旦変更した模様。
- Let's get crazy

デビュー初期のテーマ曲。

## タイトル歴
新日本プロレス
- IWGPインターコンチネンタル王座（第9代）
- IWGPタッグ王座（第94代, w / チェーズ・オーエンズ）
- NEVER無差別級6人タッグ王座（第2代, w / 高橋裕二郎&タマ・トンガ、第14代, w / タマ・トンガ&タンガ・ロア）

## メディア出演

### 映画
- 『ふしぎな岬の物語』（2014年、成島出監督） - グレート・サモア 役[18]

### テレビ
- 『YOUは何しに日本へ?』（テレビ東京、2015年2月22日、2022年12月5日）